# Prince Ital Joe
Prince Ital Joe, artiestennaam van Joe Paquette (Roseau (Dominica), 5 mei 1963 - Phoenix (Arizona), 16 mei 2001) was een artiest uit Dominica, die later ook de Amerikaanse nationaliteit aannam.

## Biografie
Paquette werd geboren op het eiland Dominica. Op zijn 13de verhuisde zijn familie naar de Verenigde Staten. Als acteur had hij een rolletje in Marked for Death, vanaf 1993 werkte hij samen met de Amerikaanse rapper Marky Mark, die later bekend zou worden als acteur. Samen maakten ze twee albums. De grootste hit van Prince Ital Joe was United uit 1994, dat de eerste plaats bereikte in Duitsland.
In 2001 overleed Paquette ten gevolge van een auto-ongeval. Hij werd 38 jaar oud.

## Discografie

### Singles
| Single met hitnotering(en) in de Vlaamse Ultratop 50 | Datum van verschijnen | Datum van binnenkomst | Hoogste positie | Aantal weken | Opmerkingen |
| ---------------------------------------------------- | --------------------- | --------------------- | --------------- | ------------ | ----------- |
| United                                               | 1994                  | 23-07-1994            | 30              | 6            |             |

- Gemeinsame Normdatei: 134851382
- International Standard Name Identifier: 0000 0000 5705 3294
- Library of Congress Control Number: no2017029881
- MusicBrainz: 329c77e3-a4ad-4770-9081-a5716a20ab70
- Virtual International Authority File: 79816619
- WorldCat: E39PBJgMC7FTMDt86MxGMTttKd